# Liturgický rok
Liturgický rok nebo též církevní rok je v křesťanském prostředí souhrn svátečních dnů a časových úseků sestavených do pevné struktury v období jednoho roku.
Liturgický rok jednotlivých církví (přesněji ritů) je v některých případech a z historických důvodů určován odlišnými typy kalendářů. Jedná se především o juliánský kalendář a gregoriánský. Jiným případem je například Arménská církev, která liturgický rok vybudovala na svém starobylém kalendáři národním. Ústředním bodem liturgického roku je slavnost Zmrtvýchvstání Páně (Velikonoce).
Stanovení tohoto dne má přesná astronomická pravidla. Avšak užíváním různých kalendářů je datum Velikonoc v konečném důsledku pro jednotlivé křesťanské rity stanoveno různě. Časový posun se pak projevuje i ve slavení dalších svátků a svátečních období odvozených od data Velikonoc.
Slavení liturgického roku se odráží ve výzdobě kostelů, v různých barvách liturgických rouch, ve volbě biblických čtení a kázání.

## Římskokatolická církev
Nosnými pilíři liturgického roku jsou dva sváteční okruhy. Starší velikonoční a o něco mladší vánoční.
Velikonoční okruh (13,5 týdne) má své přípravné období - dobu postní (6,5 týdne od Popeleční středy až do západu slunce Bílé soboty) a sváteční dozvuk sedmi týdnů od velikonoční neděle až do Slavnosti Seslání Ducha svatého.
Vánoční okruh napodobuje svou strukturou okruh předchozí. Začíná přípravným obdobím adventu vymezeným čtyřmi adventními nedělemi (1. neděle adventní se chápe jako počátek liturgického roku) před Slavností Narození Páně 25. prosince a přechází ve sváteční dozvuk až k neděli po 6. lednu, kdy církev slaví svátek Křtu Páně. Týdny mezi uvedenými okruhy se označují jako liturgické mezidobí.
Celek obou svátečních okruhů spolu s liturgickým mezidobím a svátky, kterými se připomínají další biblické události, nese označení temporál.
Do liturgického roku však patří také sanktorál, což je souhrn svátků vázáných na neměnná kalendářní data.
Do českého občanského kalendáře pronikl církevní rok těmito svátečními dny: Velikonoce, Vánoce, 5. července – slavnost sv. Cyrila a Metoděje a 28. září – slavnost sv. Václava jako státní svátek české státnosti.

## Anglikánské a protestantské (evangelické) církve

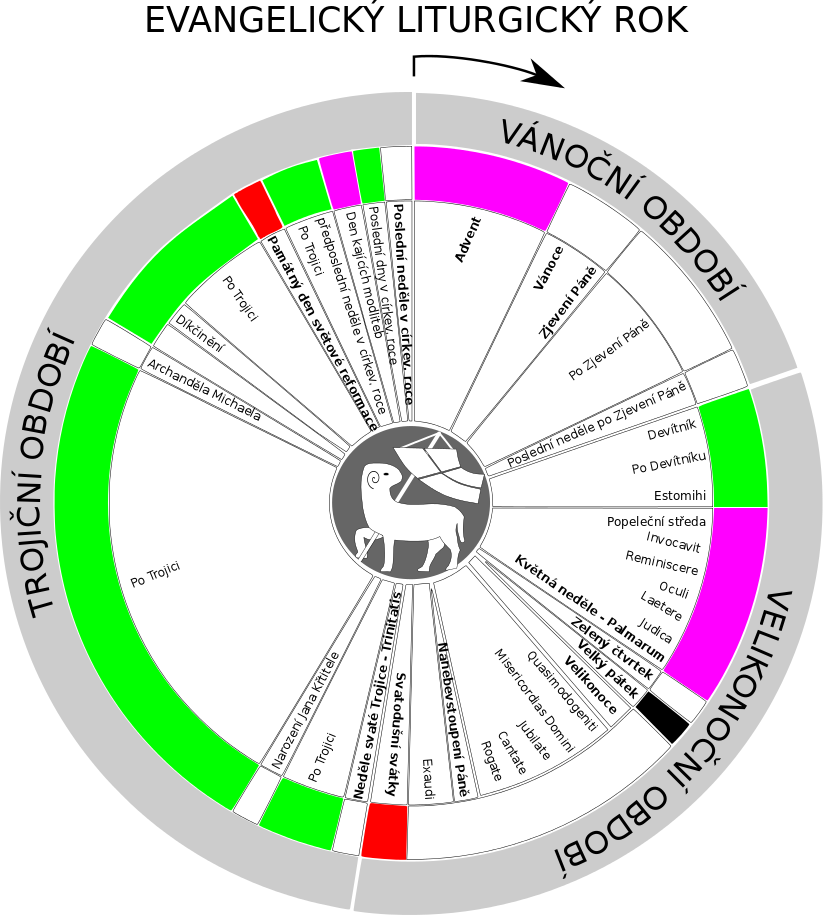
Evangelický liturgický rok

Anglikánská církev a protestantské církve, které zachovávají liturgický rok a používají lekcionář (agendu) pro čtení při bohoslužbách, obvykle vycházejí z pořádku obvyklého v římskokatolické církvi před Druhým vatikánským koncilem.

## Byzantský liturgický rok
Liturgický rok ve východních církvích byzantského obřadu (ať katolických nebo pravoslavných) charakterizuje střídající se řada postů a svátků, která v mnoha směrech připomíná pořádek obvyklý v praxi římskokatolické církve. Církevní rok začíná 1. září. Obsahuje 12 velkých svátků a Velikonoce, „svátek svátků“. Tyto svátky označují výrazné okamžiky ze života Ježíše Krista a Panny Marie. Datování těchto velkých svátků odpovídá jejich dataci i na Západě. Období půstu je nazýváno jako Svatá čtyřicátnice. 

### Dvanáct velkých svátků
- 8. září – Narození Panny Marie
- 14. září – Povýšení svatého Kříže
- 21. listopadu – Zasvěcení Panny Marie v chrámu (jeruzalémském)
- 25. prosince – Narození Ježíše Krista
- 6. ledna – Theofanie (Zjevení Páně)
- 2. února – Uvedení Páně do chrámu (Hromnice)
- 25. března – Zvěstování Panně Marii
- neděle před Velikonocemi – Vstup do Jeruzaléma (odpovídá Květné neděli)
- 40 dní po Velikonocích – Nanebevstoupení
- 50 dní po Velikonocích – Letnice: Sestoupení Ducha Svatého
- 6. srpna – Proměnění Páně
- 15. srpna – Nanebevzetí Panny Marie

## Arménský liturgický rok
Arménský liturgický rok se skládá z 8 období:
1. Epifanie (až do postní doby) 2. Postní doba (3 + 6 + 1 týden); 3. Velikonoce (7 týdnů); 4. Duch Svatý (7 týdnů); 5. Proměnění Páně (od konce Ducha Svatého do Nanebevzetí Panny Marie); 6. Nanebevzetí Panny Marie (5/6 týdnů); 7. Svatý kříž (9/10 týdnů); 8. Padesátnice (7 týdnů před Epifanií).
Kromě odlišného rozdělení liturgických dob je arménský liturgický kalendář zvláštní tím, že má jen 6 pevných svátků (tj. závislých na datu v kalendáři): Narození Páně a Epifanie (6. ledna), Uvedení Páně do chrámu (14. února), Zvěstování (7. dubna), Narození Panny Marie (8. září), Zasvěcení Panny Marie v chrámu (21. listopadu) a Početí Panny Marie (9. prosince). Všechny ostatní svátky, včetně památek svatých, jsou pohyblivé, tzn. závislé na datu Velikonoc.
Arménský ritus je jediný, který si zachoval původní datum slavení Vánoc, tj. narození Ježíše Krista, 6. ledna.
Původně se arménský liturgický rok zakládal na národním arménském kalendáři s 12 měsíci o 30 dnech, doplňovaném na konci roku 5 dny. Jelikož však chybělo doplnění 1 dne každého čtvrtého roku, docházelo k posunu oproti juliánskému kalendáři. Vyrovnávací reformu podobnou reformě gregoriánské přijali Arméni ve 12. století.

## Koptský a etiopský liturgický rok
Koptská a etiopská církev používají podobný kalendář. Rok člení do tří základních období v závislosti na zemědělství v oblasti, tj. na období záplav (19. června – 19. srpna), období setby (20. srpna – 18. ledna) a období žní (19. ledna – 18. června). Kalendář obou církví je stejný, obsahuje 12 měsíců po 30 dnech a 13. měsíc, který má 5 nebo 6 dní.
Liturgický rok je členěn do mnoha období, která jsou vymezena různými svátky a postními obdobími.
Hlavní svátky koptské církve jsou: Zvěstování, Vánoce, Epifanie, Květná neděle, Velikonoce, Nanebevstoupení, Letnice, menší svátky pak obřezání Páně, Zázrak v Káni, Ježíšův vstup do chrámu, Zelený čtvrtek, Neděle Tomáše, Útěk do Egypta, Proměnění; hlavní svátky Bohorodičky jsou: Narození, Zasvěcení v chrámu, Zesnutí a Nanebevzetí.
Postní období v průběhu koptského liturgického roku jsou: půst vánoční (43 dní před Epifanií), Jonášův půst (3 dny), Herakliův půst (5 dní), Velký půst před Velikonocemi (7 týdnů), Půst apoštolů (15 – 49 dní po Letnicích), Půst před Nanebevzetím Bohorodičky (15 dní). Spadají sem též všechny středy a čtvrtky kromě velikonočního období.
Hlavní svátky etiopské církve jsou: Vtělení, Svatý týden, Velikonoce, Nanebevstoupení, Letnice, Proměnění, Vánoce, Křest Páně; vedlejší svátky jsou: Povýšení svatého Kříže, Obřezání Páně, Rozmnožení chlebů, Uvedení do chrámu, Nalezení svatého Kříže, Útěk do Egypta; svátky Bohorodičky: Početí, Narození, Představení v chrámu, Zesnutí. V etiopském kalendáři jsou různé památky, které se slaví každý měsíc: čtyři památky Páně: Nejsvětější Trojice, Kříž, Ježíš Spasitel, Narození Páně; 6 památek Bohorodičky: Narození, Zasvěcení, Zázrak v Dabra Quesguam, Smlouva milosrdenství, Naše Paní Marie, Zjevení Panny Marie sv. Ildefonsovi v Toledu; kromě toho sem patří i 7 velkých památek svatých.

## Syrský liturgický rok
V syrské tradici existuje více ritů (východosyrský, západosyrský či malabarský), ale jejich liturgické kalendáře jsou velmi podobné. Liturgický rok malabarského ritu je navíc shodný s liturgickým rokem ritu východosyrského.
Západosyrský liturgický rok se dělí na devět období: 1. Neděle posvěcení chrámu (2 neděle); 2. Zvěstování (6 neděl); 3. Doba vánoční (Narození Páně a 2 následující neděle až do Epifanie); 4. Zjevení čili Epifanie (až do postní doby) 5. Před-postní období (3 neděle); První tři dny tohoto období je tzv. „půst Ninivanů“; 6. Postní doba (6 neděl); 7. Velikonoce (až do Letnic); 8. Letní doba (6/10 neděl); 9. Doba od povýšení svatého Kříže (až do neděle Posvěcení chrámu).
Obdobnou strukturu mají i maronité.
Východosyrský ritus má obdobné pojetí liturgického roku skládajícího se z devíti období, jen s malými obměnami: 1. Zvěstování (4. neděle před Vánocemi až do Epifanie). 2. Zjevení (4/9 týdnů); Tři týdny před začátkem postní doby se slaví čtyři postní dny nazývané „Prosby Ninivanů“; 3. Postní doba (7 týdnů); Na konci Svatý týden; 4. Vzkříšení (7 neděl až do Letnic); Následují 3 postní období: 5. Apoštolové (7 neděl od Letnic); 6. Léto (7 týdnů); 7. Eliáš (6/7 týdnů); 8. Mojžíš (1, 4 nebo 7 týdnů); 9. Posvěcení chrámu (4 týdny počínaje osmou před Vánocemi).

## Liturgický rok Obce křesťanů
Obec křesťanů odvozuje svůj liturgický rok ze západní církevní tradice, ale má oproti němu několik drobných odlišností a dvě sváteční období navíc: 1. Advent (poslední čtyři neděle před Vánoci). 2. Vánoce (25. prosinec až 5. leden). 3. Epifanie (6. leden a čtyři celé týdny). 4. Pašije (poslední čtyři týdny před Velikonoci). 5. Velikonoce (od Velikonoční neděle 40 dní). 6. Nanebevstoupení (10 následujících dní, počínaje čtvrtkem). 7. Letnice (3 dny, počínaje nedělí). 8. Svatojaní (od svátku Jana Křtitele čtyři celé týdny). 9. Svatomichaelí (od svátku archanděla Michaela čtyři celé týdny. Mezi Epifanií a Pašijemi, mezi Letnicemi a Svatojaním, mezi Svatojaním a Svatomichaelím, mezi Svatomichaelím a Adventem jsou liturgická mezidobí.